# ルックスオティカ
ルックスオティカ・グループ（ルクソティカ、イタリア語: Luxottica Group S.p.A.）は、世界最大の眼鏡・アイウェアメーカー。イタリア・ミラノに本拠を置き、ヨーロッパやアメリカ合衆国を中心に多くの有力ブランドを保有する。持株会社「エシロールルックスオティカ」の100%子会社である。

## 沿革
1961年、実業家の レオナルド・デル・ヴェッキオがヴェネト州北部のアーゴルドで創業、初期は光学機器のアクセサリ製造を行っていたが、1967年に眼鏡フレームの製造に着手、1971年にルックスオティカのブランド名でミラノの見本市に出展、成功をおさめ知名度を向上させた。1974年に卸売業者のScarrone S.p.A.を買収し、設計・製造から販売までトータルで手掛ける垂直統合型企業へと脱皮、1981年のドイツ進出を皮切りに国際販売に乗り出し、続いてアメリカ合衆国の卸売業者Avant-Garde Optics Inc.を買収し販路を拡大、2000年にイタリア証券取引所に上場した。欧米の有力眼鏡メーカーを続々と買収し、2010年代に入るとラテンアメリカの眼鏡メーカーも買収、2014年にアメリカのWellPoint, Inc.からアイウェア販売サイトGlasses.comを買収した。
1988年にアルマーニと、1992年にブルックス・ブラザーズと、1997年にブルガリと、1999年にシャネルと、2003年にプラダおよびヴェルサーチと、2005年にDKNYと、2006年にドルチェ&ガッバーナおよびバーバリーと、2007年にラルフ・ローレンと、2008年にティファニーと、2009年にトリーバーチと、2012年にコーチと、2015年にマイケル・コースと、2017年にヴァレンティノとそれぞれライセンス契約を結び、ファッションブランドへの関与も強化している。
眼鏡型のウエアラブル端末の開発にも関与し、2014年3月にGoogleとの提携を発表、続いて同年12月インテルとの提携を発表した。
創業者のレオナルドはルックスオティカの成功でイタリア有数の富豪となり、非公開企業のDelfin S.a.r.l.を通じてルックスオティカの株式の過半数を保有していた。2017年1月、フランスのレンズメーカーであるエシロールとの経営統合が発表され、2018年10月、両社の持株会社「エシロールルックスオティカ」が設立され、レオナルドは同社の会長兼CEOに就任、また持株会社の筆頭株主となった。
日本では、ルックスオティカジャパン株式会社（Luxottica Japan Co., Ltd.）（旧ミラリジャパン（Mirari Japan Co. Ltd.））として、オフィス（東京）とロジスティクス拠点（成田市）を持つ。2018年3月、福井県鯖江市に拠点を持つ、福井めがね工業株式会社の株式の67％を買収し傘下におさめた。

## 主な保有ブランド
- ヴォーグ（Vogue Eyewear、1990年買収）
- ペルソール（Persol、1995年買収）
- レンズクラフターズ（LensCrafters'、1995年買収）
- レイバン（Ray−Ban、1999年買収）
- リーボ（Revo、1999年買収）
- アーネット（Arnette、1999年買収）
- キラーループ（Killer Loop、1999年買収）
- サングラス・ハット（Sunglass Hut、2001年買収）
- OPSM（2003年買収）
- パール・ビジョン（Pearle Vision、2004年買収）
- Sears Optical（2004年買収）
- Target Optical（2004年買収）
- オークリー（Oakley、2007年買収）
- オリバーピープルズ（Oliver Peoples、2007年買収）
- Paul Smith Spectacles（2007年買収）
- GMO（2011年買収）
- Tecnol（2012年買収）
- アラン・ミクリ（Alain Mikli、2013年買収）
- Salmoiraghi & Viganò（2016年買収）